# Rhoonsveer
Het Rhoonsveer is een fiets-en-voetveerverbinding over de Oude Maas en het Spui tussen de plaatsen Rhoon en Oud-Beijerland en Spijkenisse in Zuid-Holland, Nederland. 

## Route
Het Rhoonsveer verbindt Rhoon, Oud-Beijerland, Spijkenisse en Oude Tol. Het veer vaart over de Oude Maas van jachthaven Rhoonse Grienden in het zuidwesten van Rhoon naar de jachthaven van Oud-Beijerland, daarna wordt een stukje over het Spui gevaren naar de Beerenplaat in Spijkenisse met als eindpunt de Oude Tol.